# Schiffswerft Philipp Ebert und Söhne
Die Binnenschiffswerft Philipp Ebert und Söhne in Neckarsteinach wurde 1738 gegründet. Seit der Gründung befindet sich die Werft in Familienbesitz. Sie ist die einzig verbliebene in Hessen.

## Geschichte
Der Schiffbau im Neckarraum befand sich in der Hand dreier Familien; dazu gehörte die Familie Ebert, die entlang des Neckars zu den bedeutendsten Geschlechtern im Schiffbau zählte. Bereits seit dem Jahr 1738 findet in Neckarsteinach der Schiffbau durch die Schiffbauerdynastie Ebert statt. Auf der Schiffswerft Philipp Ebert und Söhne wurden zu Anfang hölzerne Schiffe, Nachen sowie Fischerkähne gefertigt, die unter anderem in der Steinindustrie eingesetzt wurden. Auf der Werft entstand außerdem das erste eiserne Schiff, das auf dem Neckar in Fahrt genommen wurde.

## Schiffbau
1933 wurde die Wagenfähre für den Ort Neckarhausen von der Werft Ebert und Söhne gebaut und abgeliefert. 1958 wurde die Fähre mit einem Außenbordmotor der Firma Ebert ausgestattet, der 10 PS Leistungsstärke aufwies. Ebenso wurde im Rahmen der Neckarkanalisierung für die Fähre Haßmersheim ein dieselbetriebenes Fährschiff auf der Werft Philipp Ebert und Söhne erbaut.
1941 wurden für die Wehrmacht sechs Pionierlandungsboote gebaut und abgeliefert. Vier Landungsboote vom Typ PiLb 39 hatten eine Länge von 15 m, Breite von 4,65 m und einen 84-PS-Antrieb durch einen MWM-Viertakt-Dieselmotor, zwei größere vom Typ PiLb 40 für 150 Mann hatten einen 172-PS-Antrieb durch einen Viertakt-Dieselmotor.
In der Zeit von 1934 bis heute wurden auf dieser Werft über 100 Schiffe gebaut, ab den 1980er-Jahren auch Containerschiffe bis 3000 t Tragfähigkeit. So wurde 1987 das Containerschiff Jean Bossler von der Werft an den Unternehmer Werner Boßler abgeliefert. Es war das modernste Containerschiff, das 1987 auf der Werft gebaut wurde. Das Binnenschiff wurde 2007 als Excelsior unter der Flagge der Reederei Götz bekannt, als es auf dem Rhein in einen Unfall verwickelt war, bei dem es 32 Container verlor und es in der Folge zu einer längeren Sperrung des Rheins kam. Auf die wirtschaftlichen Schwierigkeiten der Werften am Neckar in den 70er Jahren reagierte die Philipp Ebert & Söhne GmbH dadurch, dass neu Partner aus Osteuropa für den Schiffskasko gesucht und gefunden wurden. In der Zeit zwischen 1994 und 2010 wurden 40 Schiffskörper im Auftrag der Werft in Rumänien und der Ukraine gebaut und nach Westeuropa verkauft.
Heute werden Binnenschiffe gebaut sowie Servicearbeiten und Reparaturen durchgeführt. Dazu gehören Umbauarbeiten, Ummotorisierungen, das Einbauen von Bugstrahlrudern sowie hydraulischer Liftanlagen für Schiffssteuerhäuser. Außerdem wird ein Winterlager für Sportboote angeboten.
Die 2014 in Haßmersheim ausgemusterte Fähre des Orts wurde auf der Werft Philipp Ebert und Söhne für die Bundesgartenschau in Heilbronn umgebaut.